# Erwinville
Erwinville – jednostka osadnicza w Stanach Zjednoczonych, w stanie Luizjana, w parafii West Baton Rouge.